# Quorn

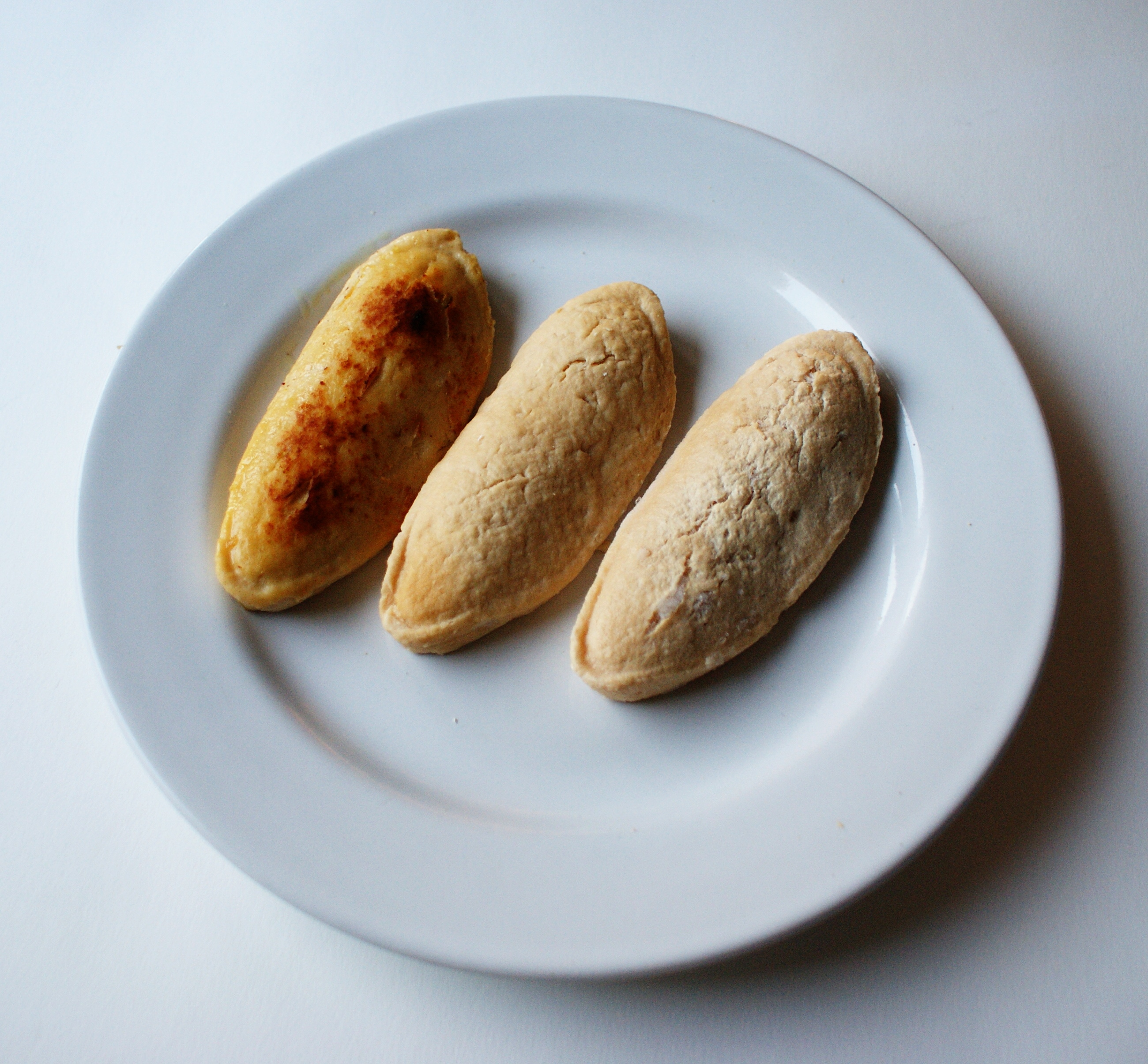
Filets de quorn (d'esquerra a dreta: fregit, descongelat i congelat).

Quorn és la marca capdavantera del producte alimentari de micoproteïna en el Regne Unit, Irlanda i els Països Baixos. La micoproteïna utilitzada per produir Quorn s'extreu d'un fong, Fusarium venenatum, que es fa créixer en grans tancs de fermentació en laboratoris.
El quorn es produeix tant com a ingredient per cuinar, com dins de determinats plats precuinats. Es ven (majorment en Europa, però també en altres parts del món) com a menjar sa i com anàleg de la carn, especialment per a persones vegetarianes, i ha guanyat el segell d'aprovació de la Vegetarian Society. Atès que utilitza clara d'ou com a aglutinant, no és un menjar vegà.
La patent del Quorn va caducar el 31 de desembre de 2010 i, per tant, des d'aquesta data és de fabricació lliure. L'associació Make Quorn Vegan està tractant de trobar fabricants disposats a elaborar-ho de forma vegana.

## Història
Als anys cinquanta es va predir que per a la dècada de 1980 hi hauria una escassetat d'aliments rics en proteïnes. Les causes d'aquest futur dèficit eren degut a l'increment de la població mundial així com l'elevat contingut proteic dels pinsos complexos per als animals. En països desenvolupats, entre el 10 i el 30% de pes sec dels pinsos és proteïna, en forma de farina de soja, de peix o altres. En resposta a això, es van realitzar programes de recerca per utilitzar biomassa unicel·lular, que es tracta de material cel·lular microbià produït per la seva utilització com a aliment humà o animal, microbis en particular, com a alternativa barata a la proteïna, amb la idea d'usar residus com a substrat de la producció.
L'any 1964, el Rank Hovis McDougall (RHM) Research Centre va començar a investigar una manera de convertir el midó, que és un residu en la producció i processament de cereals, en un aliment ric en proteïnes. Tanmateix, el RMH es va acabar decidint per usar com a font del nou aliment un fong filamentós per diverses raons. Una de les més importants és que és possible formular productes alimentosos a partir de fongs filamentosos que tinguin les mateixes propietats organolèptiques que la carn.
El fong filamentós o, més exactament, la floridura Fusarium venenatum, va ser descobert en 1967. Després d'un procés de proves intensiu va ser aïllat com a millor candidat. El terme micoproteïna va ser encunyat pel UK Foods Standards Committe com a nom genèric per referir-se a qualsevol producte alimentari resultant de la fermentació de Fusarium venenatum. En 1980, a RHM li van concebre permís per vendre micoproteïna per a consum humà després d'un programa d'avaluació, basat en estudis toxicològics de deu anys, convertint-se en la primera proteïna fúngica (a part dels bolets) aprovada per l'alimentació humana.
Malgrat la micoproteïna fou concebuda com a substitut de la proteïna de la carn, l'escassetat predita als anys cinquanta de cara a la dècada de 1980 no es va produir, de manera que Marlow Foods va decidir vendre la micoproteïna de Quorn com a alternativa saludable a la carn, ja que no tenia ni els greixos ni el colesterol d'aquesta, i tenia un alt contingut en fibra (més que el pa integral). Aquest canvi d'estratègia de màrqueting es va donar a causa d'una enquesta poblacional realitzada l'any 1989, que posava de manifest que gairebé la meitat de la població del Regne Unit estava disminuint la seva ingesta de carn vermella, i un 50% de la població jove havia adoptat dietes vegetarianes.
| Nutrient         | MicoproteÏna seca | Micoproteïna Pes Humit |
| Energia (kcal)   | 340               | 85                     |
| Humitat (g)      | 0                 | 75                     |
| Proteïna (g)     | 45                | 11.25                  |
| Greix (g)        | 13                | 3.25                   |
| Fibra (g)        | 25                | 6.25                   |
| Carbohidrats (g) | 10                | 3                      |

### Història comercial
Quorn és un producte comercial (el nom prové de la població Leicestershire de Quorndon) que va ser produït per primera vegada en el 1985 per Marlow Foods, una aliança d'empreses entre RHM i Imperial Chemical Industries (ICI), els quals van proveir un fermentador d'uns dels seus programes que s'havia cancel·lat. Les dues empreses van invertir en patents pel creixement i el processament del fong, així com en altres propietats intel·lectuals de la marca.
El Quorn va començar a distribuir-se en el Regne Unit l'any 1993 i va ser introduït a altres parts d'Europa en la dècada dels 90 i a Amèrica del Nord en el 2002. La primera campanya de màrqueting publicitari incloïa personalitats cèlebres en el món de l'esport, tals com el jugador de futbol Ryan Giggs, el jugador de rugbi Will Carling i la corredora olímpica Sally Gunnell. En el 2013 la companyia va assignar a Mo Farah com a el seu ambaixador per donar una empenta de màrqueting en el món del fitness.
La micoproteïna que comercialitza Quorn es ven de manera que està preparada per cuinar-se, com en forma similar a la carn picada per exemple. A posteriori, la companyia va introduir una varietat de menjars refrigerats vegetarians, incloent pizzes, lasanyes i productes semblants a hamburgueses o filets de carn.
En el 2006 estava disponible en tendes de: Regne Unit, Europa (Bèlgica, Dinamarca, Irlanda, Països Baixos, Suècia i Suïssa), i Nord-amèrica (Canadà i Estats Units). Des de juny de 2010, també està disponible a Austràlia i en maig de 2012 van obrir una pàgina de Quorn a Alemanya per tal de començar a comercialitzar-hi allà.
Després que la seva producció passés a utilitzar ous de pagès com a ingredient, la Societat Vegetariana va donar al producte la seva aprovació.
L'any 2004, McDonald's va introduir una hamburguesa basada en Quorn que tenia l'aprovació de la Societat Vegetariana. A partir de 2009 però, aquestes hamburgueses ja no estan disponibles a cap establiment de McDonald's del Regne Unit. El 2011, l'empresa va començar a comercialitzar una hamburguesa vegana als Estats Units, utilitzant proteïna de patata com a aglutinant enlloc d'albúmina d'ou. Segons la pàgina web de Quorn, la majoria de productes que ofereixen no són vegans perquè contenen llet, formatge o ou. A més uns quants també contenen blat, gluten o soja.
A l'any 2014, va ser afirmat que la majoria de consumidors de Quorn són de fet consumidors de carn enlloc de vegetarians. El mercat de productes de Quorn està augmentant a nivell mundial i la companyia espera un creixement en el futur.
El 6 de febrer de 2018 la empresa va anunciar els resultats inesperats que va aconseguir al 2017, unes ventes totals de 205 milions de lliures estarlines, el que suposa un creixement global del 16%. Correspon al seu any més significatiu respecte a creixement i la seva meta és convertir-se en una empresa billonaria per l'any 2027. Aquesta meta la basen en que actualment exporten globalment en 20 mercats diferents i que s'estima que hi ha 150.000 persones que segueixen una dieta vegana.

## Producció

### Antecedents
Per la producció inicial de Quorn, es va triar un sistema de cultiu de flux continu, ja que aquest sistema permet assolir productivitats més altes que un cultiu en lots. Fins a l'any 1994, s'usaven fermentadors air-lift pensats per al creixement del bacteri Methylophilus methilotrophus, que era usat per produir pinso per a animals. Aquest primer fermentador, amb un volum de 40 m³ era capaç de produir 1000 tones de micoproteïna per any. L'any 1993, Marlow Foods va encarregar la construcció de dos nous fermentadors de 155 m³ cada un, permetent augmentar la producció fins a 14000 tones de micoproteïna a l'any.

### Producció actual
Cada fermentador és inoculat amb un cultiu que conté 50 grams de biomassa, i el funcionament en flux continu comença passats quatre dies des de la inoculació. En un fermentador air-lift, la transferència d'oxigen succeeix a prop de la base del fermentador, cosa que juntament amb la turbulència creada per bombolles de petita mida permeten una transferència d'oxigen òptima per al cultiu. Es crea una diferència de pressió dins del fermentador, on a la part superior aquesta és més baixa, produint l'alliberació de CO₂. El líquid que es troba a la part superior, entra a continuació en un corrent de baixada que el redirigeix a la part inferior. En aquest corrent s'introdueix oxigen fresc, que en ser consumit per la biomassa s'allibera CO₂ fent que la densitat del cultiu augmenti que aquest baixi cap a la part inferior del fermentador. Un cop aquí, s'introdueix substrat (glucosa i sals minerals) i es torna a barrejar amb aire fresc i amoníac, tancant el cicle de pressió. Una de les característiques de Fusarium venenatum que va fer que fos seleccionat és la seva capacitat d'utilitzar nitrogen inorgànic com a part de substrat, motiu pel qual s'introdueix amoníac juntament amb l'aire comprimit a la base del fermentador. La quantitat d'amoníac que s'introdueix es regula en funció del pH del cultiu, on el valor establert és un pH de 6.0, i la temperatura es manté a 30 °C mitjançant un bescanviador de calor.
El producte és recol·lectat contínuament, amb una sortida de 30 tones per hora. Abans de poder portar al mercat s'ha de tractar i processar. En primer lloc, els valors d'àcids nucleics són massa elevats pel consum humà, ja que té un contingut d'RNA de 8-9% (p/p), el que produiria una elevació de l'àcid úric en sang que pot desenvolupar una sèrie de malalties greus. Per aquest motiu, es va desenvolupar un procés per reduir la quantitat d'RNA de la micoproteïna, minimitzant la pèrdua de proteïna i l'estructura fibrosa. En aquesta etapa la temperatura de la biomassa és elevada a 68 °C durant 20-30 minuts per aturar el creixement i la funció dels ribosomes, i activar les RNases endògenes que degraden el RNA cel·lular a nucleòtids. El procés es realitza en el mateix medi de cultiu que la fermentació, ja que el pH de 6.0 és l'òptim per l'activitat enzimàtica desitjada. Tot i que el procés està molt optimitzat, es perd aproximadament el 30% de pes sec de la biomassa i una quantitat significativa de proteïna, però la funció principal que és reduir l'RNA és aconseguida reduint-lo fins a 1% (p/p).
A continuació, la recuperació de la biomassa és molt senzilla. Utilitzant una centrifugació, aquesta precipita i ja pot ser tractada. Passa per un procés mecànic desenvolupat per RHM on els filaments són alineats per obtenir l'estructura fibrosa. Se li poden afegir altres ingredients per modificar el gust o color si per exemple s'utilitza per menjars preparats. S'hagin afegit o no aquests últims ingredients, s'afegeix clara d'ou amb funció aglutinant. En últim pas el producte es redueix en mida i es congela. Es congela a -18 °C, procés que tarda uns 30 minuts. La congelació és un pas crític per la creació de la textura semblant carn desitjada. El creixement controlat dels cristalls de gel empeny de forma efectiva les hifes filamentoses ajuntant-les, resultant en una textura desitjada. A més, aquesta textura és notablement estable permetent el processat posterior. Controls de qualitat es porten a terme a totes les etapes del procés per assegurar que el producte final és consistentment d'alta qualitat.
Tot i que les fermentacions van ser dissenyades per funcionar indefinidament, a la pràctica, són finalitzades a les 1000 hores (aproximadament 6 setmanes) o menys. Això és perquè, indistintament al tipus de reactor utilitzat, apareixen mutants colonials ramificats. La biomassa creada pels mutants posseeix la mateixa composició química i és igual de nutritiva que la soca parental, però la presència de les colònies altera la textura de la micoproteïna fent que sigui més cruixent, però no és suficient pels estàndards del producte. Per tant, el cultiu ha de ser aturat i un de nou és començat. Una aparició prematura de colònies causa una parada del procés de fermentació abans del moment calculat, el que disminueix la productivitat. Quan es fa créixer la soca en una placa de cultiu, els mutants ramificats formes colònies que són més compactes que les de la soca parental i que presenten un radi de creixement inferior a aquesta. Tot i la velocitat de creixement radial és inferior, si la fermentació es duu a terme a una alta velocitat de dilució, els mutants poden ràpidament suplantar la soca parental dins del fermentador. Les colònies apareixen després d'unes 107 generacions (amb un rang de 99-115 generacions). La prevenció o el retard de l'aparició d'aquestes durant les fermentacions augmentaria la productivitat, disminuint el cost de producció per unitat de producte.

## Expiració de la patent
En la Unió Europea (UE), les patents expiren al cap de 20 anys passats la data de la sol·licitud. Ja que la primera patent va ser demanada al 1985, les patents van expirar en tots els països de la UE a l'any 2010. Actualment, qualsevol individu pot produir legalment micoproteïna utilitzant els processos prèviament patentats (utilitzant altres noms comercials, ja que Marlow Foods manté la possessió de la marca Quorn). Tot i això, l'empresa té més de 30 anys d'experiència en la seva producció, i aspectes peculiars del procés de fermentació que utilitzen no són públics, de manera que altres empreses no poden senzillament produir la micoproteïna mirant les dades de la patent.

## Beneficis
Estudis clínics han demostrat efectes fisiològics positius degut al alt contingut en fibra i proteïna, al baix contingut de carbohidrats i al fet que els greixos que presenta són majoritàriament insaturats. S'ha demostrat que la micoproteïna redueix el colesterol total i el de baixa densitat (Low Density Lipoprotein, LDL) (el qual és un factor de risc en malalties cardíaques coronàries), indueix la sacietat i pot reduir la resposta glucèmica quan en presència de menjars rics en carbohidrats.
Estudis amb voluntaris humans ha demostrat que la micoproteïna té un valor biològic similar al de la proteïna de la llet. Una petita part de la població presenta intolerància a la micoproteïna, els quals una part d'ells presenta sensibilitat a menjars fúngics.

### Colesterol
La primera prova que la micoproteïna era capaç de reduir el colesterol total i el LDL en sang va ser en un estudi de tolerància, on l'únic canvi significatiu en les anàlisis sanguínies dels subjectes de l'estudi durant la fase de consum de micoproteïna va ser la reducció del colesterol en sang. Dos estudis posteriors duts a terme al King’s College de la Universitat de Londres, van demostrar que la microproteïna disminueix els valors totals de colesterol i LDL en individus amb valors lleugerament elevats de colesterol sota dues condicions diferents: sota control clínic d'ingesta i en ingesta lliure. En el primer estudi, es van entregar menjars preparats clínicament a 17 individus, que van consumir 190 g/dia de micoproteïna durant 3 setmanes. El colesterol total i el LDL en sang van ser reduïts significativament, mentre que el colesterol d'alta densitat (High Density Lipoprotein, HDL) va augmentar. En el segon estudi, se'ls va subministrar 27 g/dia de micoproteïna en pes sec (aproximadament 130 g/dia de micoproteïna humida) en forma de galeta a 21 individus durant 8 setmanes. Es va recollir sang a l'inici, a les 4 setmanes i a les 8 setmanes. El colesterol total i el LDL van disminuir al llarg de l'estudi, però no hi va haver diferències significatives pel que fa al HDL.
En un estudi pilot es va fer consumir a 21 individus no consumidors de micoproteïna, productes que sí en continguessin durant 6 setmanes. Deu dels individus van seguir amb la seva dieta habitual, sent el grup control. Es va demostrar que es disminueix el colesterol en individus que presenten un alt contingut d'aquest en sang, però conclouen comentant que un estudi més rigorós i amb més participants és necessari per saber si la ingesta de micoproteïna també intervé en altres aspectes, com la reducció de glucosa en sang o la pressió sanguínia.

### Efectes en la sacietat
Un estudi de Burley, Paul, and Blundell va demostrar que quan individus rebien dinars de valors nutricionals comparables basats o en pollastre o en micoproteïna, aquells que rebien la micoproteïna se sentien menys afamats durant la tarda i que quan arribava l'hora de sopar, ingerien menys menjar quan es comparava amb aquells que havien consumit pollastre per dinar. En un estudi de Williamson et al., amb la mateixa dinàmica va demostrar que la següent ingesta després del consum de micoproteïna era inferior (tal com ja s'havia demostrat prèviament) però a més, en la següent ingesta a aquesta última tampoc es menjava més, corroborant el principi que dietes amb un alt contingut de micoproteïnes poden tenir un efecte positiu en la regulació de l'apetit. 

### Efectes en la resposta glucèmica
La micoproteïna té també l'habilitat de reduir la resposta glucèmica, que és la velocitat de canvi de la glucosa en sang, seguit el consum d'aquesta. En l'estudi de Turnbull i Ward,19 individus van dejunar durant la nit i l'endemà al matí van rebre un o batut que contenia farina de soja i llet o un batut amb 20 mg de micoproteïna. Es van extreure mostres de sang en dejuni i en intervals de cada 30 minuts, passat el consum del batut, durant 120 minuts. La resposta de glucosa en el sèrum sanguini va ser estadísticament significant menor en els individus que van rebre la micoproteïna respecte el grup control. La insulina en sang també va presentar un comportament similar. Els autors van concloure comentant que la micoproteïna podria ser un suplement beneficiós a les dietes de persones diabètiques.

## Controvèrsia
A l'any 2002, el Quorn va fer el seu debut als Estats Units, on la rebuda del mercat va ser més problemàtica que a Europa. El Centre de Ciència per l'interès Públic (Center for Science in the Public Interest, CSPI) va expressar varies preocupacions respecte el producte, ja que estava etiquetat com a producte basat en bolets, quan de fet el Fusarium venenatum no ho és, sinó que és un microfong.
El CSPI també va afirmar que el Quorn causava reaccions al·lèrgiques i que hauria de ser tret de les botigues. Al 2003 van afirmar que el 4.5% del consumidors britànics havien emmalaltit com a causa directa del consum de Quorn. Si aquest percentatge és correcte, el Quorn és més al·lergènic que la majoria d'al·lergens (com la llet i els cacauets). Les reaccions adverses descrites pels consumidors van des de vòmits i diarrees fins a inflamacions i xocs anafilàctics. D'altra banda, l'empresa productora, Marlow Foods, afirma que només 1 de cada 146.000 persones (és a dir el 0.0007% dels consumidors) pateix efectes secundaris. A més a més, altres estudis mèdics anteriors han demostrat que les micoproteïnes causen reaccions al·lèrgiques i no està del tot clar si poden produir reaccions tòxiques. Concretament però, el fong utilitzat és conegut que produeix micotoxines, tot i això Marlow Foods afirma que la soca utilitzada en la producció no produeix toxines.
Al 2003, un atac asmàtic va ser lligat al consum de Quorn, que el pacient havia consumit una hora abans. Estudis al laboratori van demostrar que l'únic aliment al qual l'individu era al·lèrgic era el Quorn. Un portaveu de l'Agència d'Estàndards Alimentaris (Food Standards Agency, FSA) del Regne Unit, va afirmar que no era sorprenent degut al alt contingut de proteïna del Quorn. Tot i això, la FSA diu que les reaccions adverses al Quorn són menors que a altres aliments, donant les dades que Marlow Foods afirmava, 1 de cada 146.000 persones.